# Avant (partit polític)
Avant és un partit polític d'àmbit valencià fundat arran de la coalició electoral homònima que es va presentar a les eleccions generals espanyoles de 2015. En aquell moment agrupava els partits Renovació Política, UNIÓ, Acció Nacionalista Valenciana i Coalició per Albal. En registrar-se com a partit, Renovació Política abandonà el projecte i ha continuat en solitari. Abans, però, ja havia concorregut a les eleccions a les Corts Valencianes de 2015 amb una candidatura per la província de València.

## Ideologia
La senyera ideològica d'Avant és la defensa del secessionisme lingüístic i de l'afirmació que el valencià i el català són dues llengües distintes. Per això, aquest partit polític aposta per oficialitzar les normes del Puig per a la llengua valenciana. També aboga per difondre la Reial Senyera, la denominació Regne de València per al País Valencià, promoure l'Institut d'Estudis Valencians i aconseguir la creació del domini web .val.
Tanmateix, no és aquesta la seua única línia d'acció política. Avant exigeix més mesures i mitjans per a erradicar la corrupció, la millora del finançament autonòmic valencià, la redefinició de l'Estat de les Autonomies, la supressió de les províncies, el desenvolupament del corredor mediterrani o la protecció dels animals.

## Resultats electorals
- Eleccions generals espanyoles de 2016: No es va presentar.[8]
- Eleccions generals espanyoles de 2015: 1.001 vots = 0 diputats[9] (com a coalició electoral).
- Eleccions a les Corts Valencianes de 2015: 1.307 vots = 0 diputats[10] (com a coalició electoral).